# Charles-Prosper Ollivier
Pour les articles homonymes, voir Ollivier.
Charles-Prosper Ollivier, dit Ollivier d'Angers, né à Angers le 11 octobre 1796 et mort à Paris le 12 mars 1845, est un médecin pathologiste et clinicien français principalement connu pour ses recherches sur la moelle épinière. Il est membre de l'Académie de médecine (1835).

## Biographie
Charles Ollivier obtient son doctorat en médecine à Paris en 1823, sous la direction de Pierre-Augustin Béclard. Au cours de l'année suivante il publie Traité des maladies de la moelle épinière, une étude pionnière en matière d'anatomie, de physiologie et de pathologie de la moelle épinière. L'édition enrichie des livres parait en 1827 et une troisième édition en 1837. Dans ces ouvrages, il décrit ce qui est probablement le premier cas d'une maladie maintenant connue sous le nom de sclérose en plaques,. On lui attribue aussi l'invention du terme syringomyélie,
Il a participé à la rédaction de la deuxième édition du Dictionnaire de médecine d'Adelon (30 volumes) et a été corédacteur, avec Jean-Eugène Dezeimeris et Jacques Raige-Delorme, du Dictionnaire historique de la médecine ancienne et moderne. Il a également contribué à la réédition du Traité sur les maladies des enfants nouveau-nés et à la mamelle de Charles-Michel Billard. En outre, il a publié de nombreux articles dans les domaines de la toxicologie et de la médecine légale
En 1835, il devient membre de l'Académie nationale de médecine et est nommé chevalier de la Légion d'honneur la même année.